# Derniers Jours à Jérusalem
Pour plus de détails, voir Fiche technique et Distribution.
Derniers Jours à Jérusalem (en arabe تناثر, Tanathur, Dispersion) est un film israélo-palestino-franco-allemand de Tawfik Abu Wael sorti en 2011.

## Synopsis
Un couple de Jérusalem-Est, Iyad, chirurgien, et Nour, comédienne nettement plus jeune et fantasque, s’aprête à partir définitivement à Paris.  Sur la route de l'aéroport, la nouvelle du grave accident d’un autocar transportant des enfants amène Iyad à revenir à l’hôpital. Nour retourne alors voir son amant Amer, metteur en scène de théâtre et sa mère, artiste plasticienne indépendante.

## Distribution
- Ali Badarni : Iyad
- Samir Hawa :  Le docteur
- Kais Nashef :  Amer (comme Kais Nahif)
- Lana Haj Yahia :  Nour
- Zuhaida Sabbagh : L’infirmière
- Huda Al Imam : La mère de Nour
- Hussein Yassin Mahajne : Le chauffeur de taxi